# Faricimab
Le faricimab est un médicament utilisé dans la dégénérescence maculaire liée à l'âge. Il est vendu sous le nom de marque Vabysmo.

## Mode d'action
Il s'agit d'un anticorps monoclonal qui bloque à la fois le facteur de croissance endothélial vasculaire  et l'angiopoïétine 2 , diminuant ainsi la croissance de nouveaux vaisseaux sanguins dans l'œil,.

## Usage médical
Le faricimab est un médicament utilisé pour traiter la dégénérescence maculaire liée à l'âge dans sa forme humide  et l'œdème maculaire diabétique. Le médicament  est administré par injection intra-oculaire.

## Effets secondaires
Les effets secondaires de ce médicament  comprennent des saignements conjonctivaux. D’autres effets secondaires peuvent inclure une infection oculaire ou des réactions allergiques. Son utilisation de ce médicament n'est pas recommandée pendant la grossesse.

## Histoire
Le médicament a été approuvé pour un usage médical aux États-Unis et en Europe en 2022,. Au Royaume-Uni, un flacon de 28,8 mg coûte au NHS environ 860 livres sterling. Aux États-Unis, 6 mg coûte environ 2 300 dollars américains en 2022.